# Simon Aron Eibeschütz
Simon Aron Eibeschütz (født 14. november 1786 i København, død 25. november 1856 sammesteds) var en dansk handelsmand og legatstifter.
Han blev født i København som søn af handelsmand Aron Eibeschütz (død 20. november 1812) og Serie
f. Levy (d. 10. april 1820). Aron Eibeschütz var kommet til København fra Altona, men den jødiske slægt hører hjemme i Østrig og afleder sit familienavn af byen Eibenschitz i Mähren. Eibeschütz ernærede sig i sin ungdom som kommissionær og lagde i de bevægede finansår i århundredets 2. decennium ved dristige og kloge spekulationer grunden til en formue, som han derefter ved flid og sparsommelighed forøgede således, at han ved sin død efterlod sig over 1.200.000 kr. Sin formue brugte han i velgørenhedens tjeneste.
Han havde 11. februar 1815 ægtet Rose Wallich (f. 23. februar 1796), en datter af grosserer Heyman Amsel Wallich (død 20. februar 1823) og Judithe f. Cohn (d. 9. juli 1855), og udfoldede i forening med sin hustru en stor godgørenhed såvel mod privatpersoner af forskellig trosbekendelse som mod Det mosaiske Troessamfund, hvilket Eibeschütz tilhørte. Således oprettede han 28. januar (Kongens fødselsdag) 1834 en fribolig i København for 13-14 fattige familier og enker inden for nævnte Trossamfund. Efter helt at have trukket sig tilbage fra forretningslivet stiftede Eibeschütz, som ikke havde nogen livsarving, ved ægtefællernes testamente af 20. juni 1853 Justitsråd Simon Aron Eibeschütz' Legat, til hvilket den største del af formuen blev henlagt, og samtidig Rose Eibeschütz født Wallichs Legat, til hvilket den del af formuen, som efter Simon Aron Eibeschütz' død skulle tilfalde enken, blev testeret. Renterne af disse legater tilfalder for en mindre del bestemte familiemedlemmer, for den største del derimod en mængde forskellige velgørende øjemed, såvel inden for Trossamfundet, til dels atter med speciel fortrinsret for familien, som inden for Københavns Kommune i almindelighed. Også kunstneriske og videnskabelige formål er betænkt, bl.a. med Eibeschütz' Præmie for kunstnere. Efterhånden som de personlige legatnydere uddør, tilfalder renterne en reservefond, af hvilken der atter fra tid til anden kan oprettes reservelegater til bedste for Trossamfundet og kommunen. Et sådant oprettedes allerede 7. november 1878. Eibeschütz, der 1854 havde fået titel af justitsråd, døde 25. november 1856, hans enke 16. marts 1870.
Han er begravet på Mosaisk Nordre Begravelsesplads. Der findes et litografi 1857 efter foto, en portrætmedaljon af H.W. Bissen (1857), et portrætmaleri af David Monies (Kunstakademiet) og et tegnet portræt (Københavns Museum). Fotografi af Niels Willumsen ca. 1846-56 (Det Kongelige Bibliotek).